# روبرت إيبانييز
روبرت إيبانييز كاسترو (بالإسبانية: Robert Ibáñez Castro)‏ (مواليد 22 مارس 1993 - بلنسية ، إسبانيا) لاعب كرة قدم إسباني ، يلعب في مركزي الجناح الأيمن والجناح الأيسر ، ويلعب حاليًا لنادي ليغانيس الإسباني معارًا من نادي فالنسيا لموسم واحد من 31 أغسطس 2016 إلى 30 يونيو 2017.

## روابط خارجية
- روبرت إيبانييز على موقع Soccerbase.com (لاعب) (الإنجليزية)
- روبرت إيبانييز على موقع Soccerway.com (الإنجليزية)
- روبرت إيبانييز على موقع AS.com (الإسبانية)